# Spinoloricus cinziae
Espèce
Spinoloricus cinziae est une espèce de loricifères de la famille des Nanaloricidae.
Elle a été découverte dans des sédiments complètement anoxiques considérés habituellement comme une zone morte ; elle est la première espèce connue de métazoaire anaérobie.
Elle a été nommée de manière informelle « Spinoloricus cinzia » lors de l'annonce de sa découverte en avril 2010.

## Distribution
Cette espèce est endémique du bassin de l'Atalante dans la mer Méditerranée. Elle se rencontre dans des sédiments anoxiques.

## Description
Ce métazoaire est la première espèce animale découverte, en 2010, qui vit sans oxygène à tous les stades de son développement (anaérobie stricte,).
Son observation au microscope électronique confirme son adaptation à l'absence d'oxygène (anoxie totale) : les cellules de cet animal ne contiennent pas de mitochondries, l'organite qui chez toutes les autres espèces connues utilise l'oxygène pour produire l'énergie nécessaire à l'organisme.
Par contre, ses cellules contiennent des « hydrogénosomes », organites connus chez des bactéries anaérobies, qui leur permettent de tirer de l'énergie de la matière organique en décomposition ou de molécules chimiques.
Deux autres espèces ont été découvertes en même temps qu'elle : Rugiloricus nov. sp. et Pliciloricus nov. sp..

## Étymologie
Cette espèce est nommée en l'honneur de Cinzia Corinaldesi, l'épouse de Roberto Danovaro, l'un des découvreurs.

## Publication originale
- Neves, Gambi, Danovaro & Kristensen. 2014 :  Spinoloricus cinziae (Phylum Loricifera), a new species from a hypersaline anoxic deep basin in the Mediterranean Sea. Systematics and Biodiversity, vol. 12, no 4, p. 489-502 DOI 10.1080/14772000.2014.943820.